# Ermita de San Ramón (Villafamés)
La ermita de San Ramón en Vilafamés, en la comarca de la Plana Alta, es un antiguo lugar de culto , catalogado como Monumento de interés local según consta en el ANEXO III Bienes de relevancia local comprendidos en el conjunto histórico, del Decreto 80/2005, de 22 de abril, por el que se declara Bien de Interés Cultural el Conjunto Histórico de Vilafamés; con código 12.05.128-0010 de la Generalidad Valenciana.

## Historia y descripción
La ermita, datada del siglo XVIII, está en pleno núcleo de Vilafamés, dentro de la zona del núcleo histórico, adosada por el lateral derecho y la parte trasera a viviendas particulares.
Se trata de un edificio de reducidas dimensiones, planta central, de altos muros de fábrica de mampostería, y cúpula piramidal con faldones, que se apoya sobre un pequeño tambor de forma cuadrada decorado con ventanas. La fachada, encalada, se remata con una pequeña espadaña y presenta una puerta de entrada adintelada por grandes sillares. Como única decoración puede observase, sobre la puerta de acceso al templo, una hornacina con un retablo cerámico que muestra la imagen del San Ramón.